# قطع صغيرة (فلم)
قطع صغيرة (بالإنجليزية: Small Chops) هو فيلم درامي نيجيري صدرَ عام 2020 من إخراج روبرت أو بيترز وإنتاج الممثلة تشيكا آيك. شارك في بطولة الفيلم كلٌ من تويين أبراهام، تشيكا إيك وماكس كافينهام وآخرون. صُوِّرت معظم مشاهد الفيلم في مدينة لاغوس، قبل أن يُصدر في الواحد والثلاثين من كانون الثاني/يناير 2020 مُحقّقًا نجاحًا في شباك التذاكر بأكثر من 20 مليونًا.

## القصّة
تلفتُ نيكيتا (تلعبُ دورها الممثلة تشيكا آيك) الراقصة من أصلٍ أفريقي في حانةٍ ما تلفت انتباه كاسبر (يلعب دوره الممثل ماكس كافينهام) رجل الأعمال المعروف ويقعانِ في حبّ بعضهما العبض ثمّ تتطوّر الأمور سريعًا فيما بينهما في ظلّ تدخل آخرين في هذه العلاقة.

## طاقم التمثيل
- تشيكا إيك
- تويين أبراهام
- ماكس كافينهام
- راشيل أوكونكو
- نكيم أووه
- أفيز أويتورو
- أموتوندي أدييووالي ديفيد
- نس إيكبي إيتيم
- يوشاريا أنونوبي